# Samuel Adams (Gouverneur)

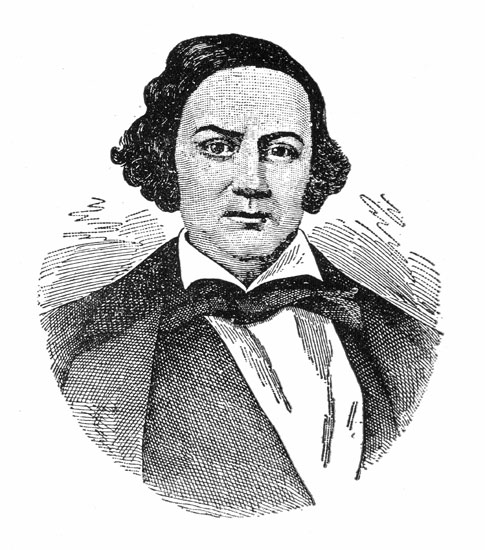
Samuel Adams

Samuel Adams (* 5. Juni 1805 im Halifax County, Virginia; † 27. Februar 1850 im Saline County, Arkansas) war ein US-amerikanischer Politiker und 1844 amtierender Gouverneur des Bundesstaates Arkansas.
Samuel Adams besuchte keine besonderen Schulen und eignete sich das nötige Wissen selbst an. Im Jahr 1835 zog er in das Arkansas-Territorium und wurde Pflanzer. Dort engagierte er sich auch politisch: Im Jahr 1840 wurde er als Mitglied der Demokratischen Partei in den Senat von Arkansas gewählt. Während seiner zweiten Amtszeit im Senat war er dessen Präsident. Als Gouverneur Archibald Yell am 29. April 1844 von seinem Amt zurücktrat, um in den US-Kongress zu wechseln, musste Adams entsprechend der Verfassung dessen Aufgaben übernehmen und die restliche Amtszeit beenden.
Adams amtierte zwischen dem 29. April und dem 5. November des Jahres 1844 als Gouverneur von Arkansas. In diesen sechs Monaten setzte er die Politik seines Vorgängers fort und förderte vor allem den Ausbau der Infrastruktur und des Schulwesens. Nach dem Ende seiner kurzen Amtszeit wurde er 1846 Finanzminister von Arkansas. Diesen Posten behielt er bis zu seinem Tod im Jahr 1850. Samuel Adams war mit Rebecca May verheiratet, mit der er sechs Kinder hatte.